# Великий офицер

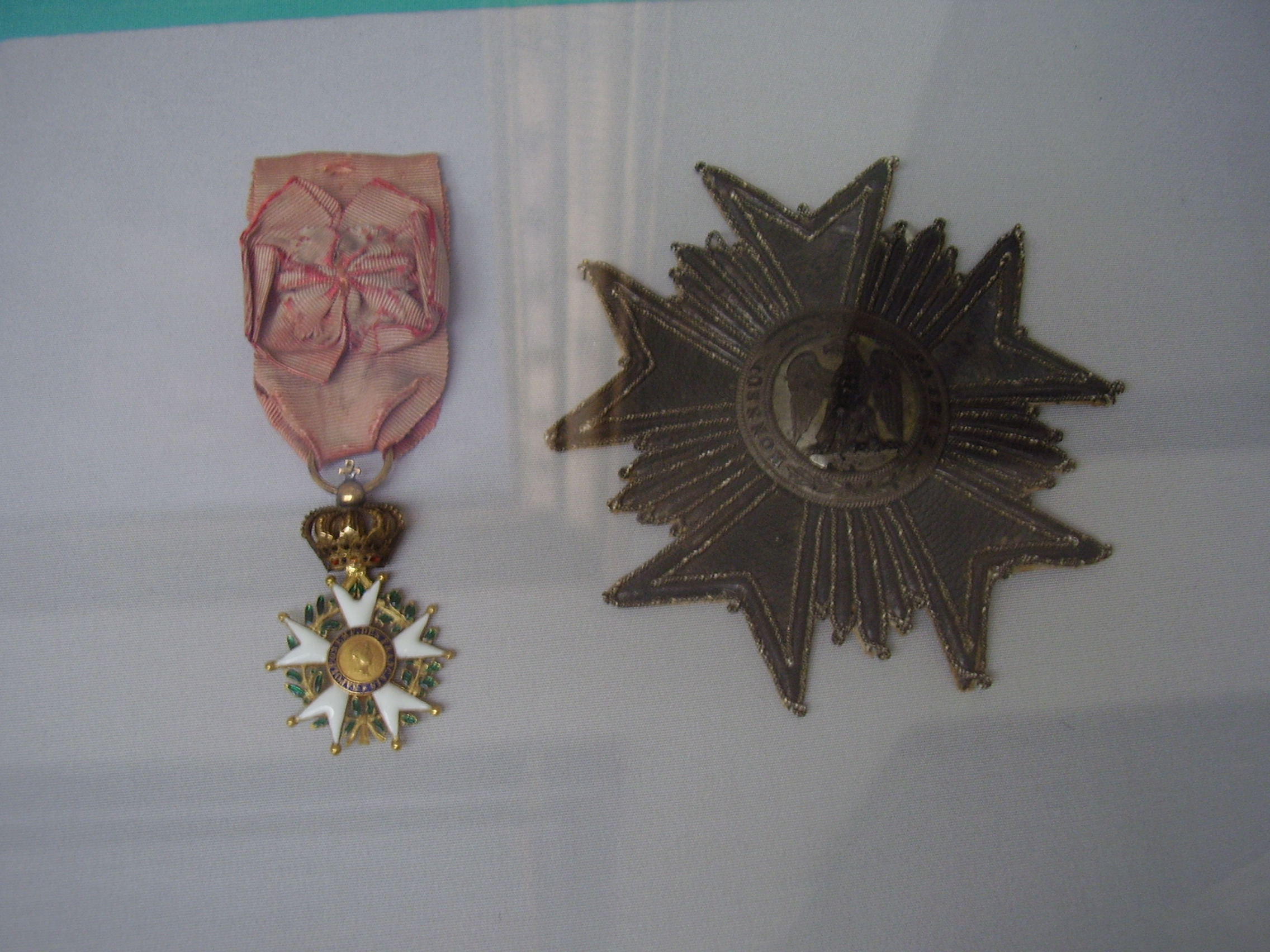
Знаки Великого офицера ордена Почётного легиона (Франция).

Великий офицер — класс (степень) ордена, используемый во многих странах.

## История
В иерархии рыцарских орденов и орденов заслуг стоит выше командора и ниже кавалера Большого креста. В масонстве великий офицер — должность, на которую назначает великий мастер масонского ордена, должность которого является избираемой.

## В рыцарских орденах и орденах заслуг

### Употребление в разных странах
- Германия: Großoffizier или Großkomtur — используется для обозначения второй степени орденов государств Германской империи, ФРГ, Австрии.
- Италия: Grande ufficiale — используется для обозначения второй степени орденов как в Итальянской Республике, так и в Итальянском королевстве. В ордене «Звезды итальянской солидарности» так именуется высшая степень.
- Франция: Grand officier — используется в названии орденов, созданных Наполеоном Бонапартом и используется до сегодняшнего дня в высших орденах Франции и других франкоязычных стран.

### Знаки
Великие офицеры обычно носят награды следующим образом:
1. Знак на шейной ленте;
2. Звезда на груди.

Во Франции степень обозначается знаком, носящимся на ленте на груди с розеткой, и серебряной звездой на правой стороне груди.

### Название степени по-русски
В Российской империи в официальных документах использовалось наименование «Великий офицер», а также «Кавалер большого офицерского креста». В современной русской фалеристической литературе не наблюдается единообразия в вопросе перевода. Встречаются переводы:
- «великий офицер»[7][8]

- «высший офицер»[9]
- «старший офицер»[10]

## В масонстве
В великой ложе главой масонского ордена является самый старший великий офицер — великий мастер. Великий мастер председательствует на собраниях великой ложи, а также любой другой масонской ложи, входящей в юрисдикцию его великой ложи. К нему обращаются «весьма достопочтенный брат». Должности великих офицеров в великой ложе по функционалу в основном соответствуют аналогичным должностям во входящих в подчинённых ложах. Однако существуют определённые должности великих офицеров, не имеющие аналога в обычных ложах. Количество должностей великих офицеров доходит до 18. Некоторые из должностей приведены ниже.
- Заместитель великого мастера. В некоторых юрисдикциях заместитель великого мастера выступает в качестве его помощника и уполномочен действовать от его имени в его отсутствие. В Англии, юрисдикции Объединенной великой ложи Англии, в случае избрания великим мастером члена монаршего семейства, избирается заместитель великого мастера для исполнения им обязанностей великого мастера, пока тот отсутствует по монаршим вопросам[1].
- Великий канцлер отвечает за внешние сношения и формальное взаимодействие с великими ложами других юрисдикций[2].
- Великий архивариус. В некоторых юрисдикциях великий архивариус назначается главным специалистом по правовым вопросам великой ложи. На должность обычно назначается опытный адвокат или судья. В других юрисдикциях офицерам, наделяемым подобными обязанностями, должность с таким официальным названием не отводится[1].
- Великий обрядоначальник (или великий управляющий работами) — это великий офицер, отвечающий за здание великой ложи, и по существу эта должность обычно достается опытному архитектору или строителю. Ответственность за отдельные здания ложи обычно возлагается на отдельный комитет[1].
- Великий меченосец. Перед прохождением великого мастера на большинстве процессий проносят ритуальный меч. Несёт его в таких случаях великий меченосец[1].
- Великий штандартоносец, или великий знаменосец. У многих великих мастеров, или в великих ложах имеется свой официальный штандарт, который несут позади великого мастера во время официальных процессий. В таких случаях назначают великого штандартоносца или великого знаменосца[1].